# Milánó–Genova-vasútvonal
A Milánó–Genova-vasútvonal egy 157 km hosszúságú, normál nyomtávolságú vasúti fővonal Olaszországban, Milánó és Genova között. A vonal 3000 V egyenárammal villamosított, fenntartója az RFI, a személyszállító vonatokat a Trenitalia üzemelteti.

## Története
A Torino–Genova-vasútvonallal ellentétben, a Milánó-Genova vonal nem egyetlen projektként épült. Ehelyett különböző rövid vonalak összekapcsolásából alakult ki. A Milánó-Genova vonal első része Milano Rogoredo és Pavia közötti szakasz volt, amelyet 1862. május 10-én nyitottak meg, az 1861. november 14-én megnyitott Milano Centrale-Piacenza-vasútvonal leágazásaként. Korábban, 1858. január 25-én az Alessandria-Tortona-Voghera-Casteggio vonalat, valamint a Tortona és Novi Ligure közötti összeköttetést nyitották meg a nagyközönség előtt, jó összeköttetést biztosítva az addigra elkészült Torino–Genova-vasútvonallal. 1867. november 14-én a Pavia és Voghera közötti vasútvonal átadásával a forgalom számára teljessé vált a Milánó és Genova közötti összeköttetés.
A Genova és Novi Ligure közötti, a Giovi-hágón átvezető szakasz, amelyet mind a Torino-Genova, mind a Milánó-Genova vonalak használtak, azonban rendkívül nehézkes volt, ezért új összeköttetést építettek Arquata Scrivia és Tortona között, amelyet 1916. október 1-jén nyitottak meg, és amely a vonal jelenlegi formáját tette teljessé, kivéve a Genovában végrehajtott fejlesztéseket és a 2007-ben megnyitott, Milánó Rogoredo és Locate Triulzi közötti, az 1862-es útvonalat helyettesítő kitérőt.

### Nagysebességű vonal
A Tortona–Genova nagysebességű vasútvonal (más néven a "harmadik Giovi-hágó") projektje 1991 óta van fejlesztés alatt a vonal hegyvidéki és zsúfoltabb déli szakaszának megkerülésére. Az előrejelzések szerint ez a vonal 2025-ben nyílik meg.